# كيوهي يوشينو
كيوهي يوشينو (باليابانية: 吉野 恭平) (8 نوفمبر 1994 في سنداي في اليابان – )؛ هو لاعب كرة قدم ياباني سابق كان يلعب كمدافع.

## وصلات خارجية
- كيوهي يوشينو على موقع رابطة كرة القدم اليابانية للمحترفين (اليابانية)
- كيوهي يوشينو على موقع دوري كوريا الجنوبية (الإنجليزية)
- كيوهي يوشينو على موقع قاعدة بيانات كرة القدم.إي يو (الإنجليزية)
- كيوهي يوشينو على موقع Soccerway.com (الإنجليزية)
- كيوهي يوشينو على موقع عالم كرة القدم.نت (الإنجليزية)
- كيوهي يوشينو على موقع كووورة